# 6707 Shigeru
6707 Shigeru (1988 VZ3) là một tiểu hành tinh vành đai chính được phát hiện ngày 13 tháng 11 năm 1988 bởi M. Yanai và K. Watanabe ở Kitami.